# 2021年亞美尼亞未遂政變
2021年亞美尼亞政治危機又稱為2021年亞美尼亞未遂政變是由亞美尼亞武裝力量總參謀長奧尼克·加斯帕良率領的亞美尼亞武裝部隊對亞美尼亞總理尼科爾·帕希尼揚政府的軍事政變指控，動機可能為總理簽署2020年納戈爾諾-卡拉巴赫停火協議。帕辛揚指控加斯帕揚（Gasparyan）和其他40多名高級軍官在發動政變後發表政變，要求他在2021年2月25日辭職下台，從而企圖發動政變。

## 背景
自2020年納戈爾諾-卡拉巴赫戰爭失利以來，亞美尼亞一直在進行反政府抗議活動，要求總理尼古拉·帕申揚辭職。